# 德岛文化女子短期大学
德岛文化女子短期大学（日语：／ Tokushima Bunka Joshi Tanki Daigaku *）是过去一所位于日本德岛县德岛市的私立短期大学。

## 概要

### 简介
- 学校最早可以追溯到1933年[1][2]。短期大学为于1964年开办[1][2]、由学校法人德岛文化服装学院经营。招生到1992年、停办于1998年。

### 历史
- 1964年 德岛文化女子短期大学成立并同时设置一个学科即家政科[2]。
- 1971年 两个专攻成立于家政科、以下列举[2]。
  - 服饰设计专攻
  - 食物营养专攻
- 1983年 为停课从今年到1989年3月[3]。
- 1992年 招生最后、次年停止招生（正式停办于1998年6月26日[2]）。

## 学校环境
- 校区：在了德岛县德岛市

## 历任校长
- 三苫正雄：第一代短期大学校长[4]。
- 河村文惠：最后短期大学校长[5]。

## 组织

### 学科
- 家政科
  - 服饰设计专攻
  - 食物营养专攻

### 专科
| - 没有 |

### 业余课程
| - 没有 |

## 相关链接
- 日本短期大学列表